# Bijje Baulanjaureh
Bijje Baulanjaureh är varandra näraliggande sjöar i Åre kommun i Jämtland och ingår i Indalsälvens huvudavrinningsområde.
- Bijje Baulanjaureh (Kalls socken, Jämtland, 707909-137563), sjö i Åre kommun, 63°47′59″N 13°16′58″Ö / 63.7998°N 13.2829°Ö (25,8 ha)
- Bijje Baulanjaureh (Kalls socken, Jämtland, 707936-137673), sjö i Åre kommun, 63°48′02″N 13°17′51″Ö / 63.8006°N 13.2976°Ö (46,1 ha)